# Technology forcing
Technology forcing ist ein Konzept aus der Industriepolitik. Es findet statt, wenn ein Gesetzgeber einen neuen Standard festlegt, der mit gegenwärtig verfügbaren technischen Mitteln nicht oder nur zu sehr hohen Kosten erreichbar ist. Durch eine solche Regulierung wird die Industrie zu vermehrten Anstrengungen in der Forschung und damit zur Entwicklung neuer Technologien gezwungen. Der Erfolg des technology forcing hängt maßgeblich davon ab, ob die neuen Standards realistisch sind und ob die Industrie genügend Kapazitäten für die Forschungsanstrengungen aufbringen kann. Technology forcing findet besonders gegenüber verkehrsbezogenen Industrien wie Autoherstellern Anwendung.
Als ein erfolgreiches technology forcing wurden beispielsweise die Clean Air Acts in den Vereinigten Staaten seit 1963 benannt. Speziell in der Clean Air Act Extension von 1970 wurde die Reduktion bestimmter Autoabgase um bis zu 90 % bis 1975/76 festgelegt. Mit den technischen Mitteln des Jahres 1970 war diese Verpflichtung nicht einzuhalten. Die US-amerikanischen Automobilhersteller konnten jedoch mit den Fahrzeugkatalysatoren erfolgreich eine neue Technologie entwickeln, die den neuen Standards genügte.
Weniger erfolgreich war die Einführung des Airbags. Seit 1969 bemühte sich das US-Department of Transportation beziehungsweise die 1970 gegründete, dem Department untergeordnete National Highway Traffic Safety Administration (NHTSA) darum, die Autohersteller zur Entwicklung des Airbags zu bewegen. Obwohl zwischen 1974 und 1976 Autos mit funktionierenden Airbags gekauft werden konnten, dauerte es 20 Jahre, bis sie serienmäßig in Neuwagen eingebaut wurden. Die technologischen Unterschiede seien laut einer Studie von 2007 nicht der Grund für diese Verzögerung gewesen, sondern Unterschiede in der Art der politischen Regulierung.